# Andrena lonicerae
Andrena lonicerae är en biart som beskrevs av Osamu Tadauchi och Hirashima 1988. Den ingår i släktet sandbin och familjen grävbin. Inga underarter finns listade i Catalogue of Life.

## Beskrivning
Som de flesta sandbin har arten svart grundfärg. 
Hos honan har ansiktet brun behåring, medan resten av huvudet och mellankroppen har blekgul till ljusbrun, tämligen gles behåring som ljusnar till nästan vitt nedanför ryggen. Bakkroppens tergiter är nästan nakna, men tergiterna 2 till 5 har otydliga, tillplattade hårband i bakkanterna. Polleninsamlingshåren på bakskenbenen är vitaktiga på den främre delen, brungrå på den bakre. Kroppslängden är mellan 10 och 12 mm.
Hos hanen är käkarnas spetsar rödaktiga och clypeus (munskölden) är gul. Den mera fullständiga, gulaktiga ansiktsmark som finns hos många sandbiarters hanar saknas emellertid vanligen hos denna art. Ansikte och mellankropp har lång, relativt gles, vitaktig till blekgul behåring, utan honornas brunare ovansida. Tergiterna har gles, vitaktig behåring som är kort utom på första tergiten. Kroppslängden är mellan 8 och 10 mm.

## Utbredning
Arten förekommer i Japan på östra Honshu, Shikoku och Kyushu.

## Ekologi
Som alla sandbin lever arten solitärt, honan gräver ut larvbon i jorden.
Arten är starkt oligolektisk, och hämtar nästan all nektar och pollen från kaprifolväxtarten Lonicera  gracilipes. Ett fåtal andra växter kan tillfälligtvis besökas, som, för honorna, rododendronarten Rhododendron japonoheptamerum och silverbusk-arter samt, för hanarna, prakttryarten Weigela hortensis, lönnar och aplar. Lonicera gracilipes har en mycket djup blomma, och trots att sandbin vanligtvis är korttungade arter, är tungan hos Andrena lonicerae påtagligt lång och specialiserad (se videon intill).